# Judikael Ixoée
Judikael Ixoée (nato il 17 marzo 1990) è un calciatore internazionale della Nuova Caledonia che gioca come terzino destro per i francesi del Carqueiranne e per la nazionale della Nuova Caledonia. Ha giocato nella Coppa delle Nazioni OFC 2012.

## Carriera

### Nazionale
Ha esordito con in Nazionale nel 2010.